# Epsilon Arietis
Epsilon Arietis (ε Ari / ε Arietis) è una stella di magnitudine 4,66 situata nella costellazione dell'Ariete. Dista circa 330 anni luce dal sistema solare. Si tratta di un sistema stellare con le principali che formano una binaria visuale con periodo di 1216 anni.

## Osservazione
Si tratta di una stella situata nell'emisfero celeste boreale; grazie alla sua posizione non fortemente boreale, può essere osservata dalla gran parte delle regioni della Terra, sebbene gli osservatori dell'emisfero nord siano più avvantaggiati. Nei pressi del circolo polare artico appare circumpolare, mentre resta sempre invisibile solo in prossimità dell'Antartide. La sua magnitudine pari a 4,66 fa sì che possa essere scorta solo con un cielo sufficientemente libero dagli effetti dell'inquinamento luminoso.
Il periodo migliore per la sua osservazione nel cielo serale ricade nei mesi compresi fra fine ottobre e aprile; da entrambi gli emisferi il periodo di visibilità rimane indicativamente lo stesso, grazie alla posizione della stella non lontana dall'equatore celeste.
La duplicità della stella venne scoperta nel 1827 da Otto Struve, quando la separazione tra le due componenti era di solo 0,5" (contro 1,4" del 2016) definendola la "più stretta" delle doppie. Anche la separazione attuale costituisce comunque un buon test per telescopi amatoriali, in quanto è necessario un buon seeing per scorgerne la duplicità.

## Caratteristiche fisiche
Le stelle principali del sistema sono due stelle bianche di sequenza principale di tipo spettrale A2V, molto simili tra loro, con masse rispettivamente, per A e B, di 2,7 e 2,5 volte quella del Sole. Separate visualmente di 1,4 secondi d'arco, distano mediamente tra loro 228 UA, anche se l'alta eccentricità orbitale le porta ad avvicinarsi fino a 156 UA e ad allontanarsi fino a 300 UA all'afelio. Il periodo orbitale è di circa 1216 anni.
Molto più distante si trova una stella di tredicesima magnitudine, probabilmente di classe K7, a circa 15.000 UA dalla coppia principale, facendo quindi assomigliare il sistema a quello composto da Alfa Centauri e Proxima. A quella distanza impiega almeno 800.000 anni a ruotare attorno alla coppia principale. Dalla superficie di un pianeta abitato in orbita attorno ad essa, A e B apparirebbero ognuna di luminosità doppia rispetto a Venere visto dalla Terra, separate in cielo da 4 minuti d'arco.